# Muhazi United FC
Der Muhazi United Football Club ist ein ruandischer Fußballverein aus Rwamagana im Distrikt Rwamagana. Aktuell (Stand: Juli 2025) spielt der Verein in der zweiten Liga des Landes.

## Geschichte
Der Verein wurde 2014 als Rwamagana City Football Club gegründet. 2023 wurde der Klub in Muhazi United Football Club umbenannt.

## Stadion
Seine Heimspiele trägt der Verein im Ngoma Stadium im Distrikt Kirehe aus. Das Stadion hat ein Fassungsvermögen von 1000 Personen.

## Saisonplatzierung
| Saison                       | Liga                         | Level                        | Platz                        |
| Rwamagana City Football Club | Rwamagana City Football Club | Rwamagana City Football Club | Rwamagana City Football Club |
| ---------------------------- | ---------------------------- | ---------------------------- | ---------------------------- |
| 2022/23                      | Rwanda Premier League        | 1                            | 14.                          |
| Muhazi United Football Club  |                              |                              |                              |
| 2023/24                      | Rwanda Premier League        | 1                            | 12.                          |
| 2024/25                      | Rwanda Premier League        | 1                            | 15. ▼                        |
| 2025/26                      | Rwandan Second Division      | 2                            |                              |

Quelle: rsssf.org